# Општина Какаоатан (Чијапас)
Какаоатан (шп. Cacahoatán) општина је у Мексику у савезној држави Чијапас. Општина се налази на надморској висини од 483 м.

## Становништво
Према подацима из 2010. у општини је живело 43811 становника.

### Хронологија
| Година       | 2000                  | 2005                  | 2010                  |
| ------------ | --------------------- | --------------------- | --------------------- |
| Становништво | 39033 (19415 / 19618) | 40975 (19969 / 21006) | 43811 (21417 / 22394) |

### Попис
| \| \| м \| \| \| ж \| \| 0—2 \| 1.422 \| \| \| 1.283 \| \| 3—5 \| 1.477 \| \| \| 1.466 \| \| 6—11 \| 2.967 \| \| \| 3.008 \| \| 12—14 \| 1.562 \| \| \| 1.517 \| \| 15—17 \| 1.548 \| \| \| 1.487 \| \| 18—24 \| 2.627 \| \| \| 2.941 \| \| 60+ \| 2.060 \| \| \| 2.060 \| \| Просек : \| 27,2 \| \| \| 27,9 \| |       |  |  |       |
| |       |  |  |       |
| | м     |  |  | ж     |
| 0—2 | 1.422 |  |  | 1.283 |
| 3—5 | 1.477 |  |  | 1.466 |
| 6—11 | 2.967 |  |  | 3.008 |
| 12—14 | 1.562 |  |  | 1.517 |
| 15—17 | 1.548 |  |  | 1.487 |
| 18—24 | 2.627 |  |  | 2.941 |
| 60+ | 2.060 |  |  | 2.060 |
| Просек : | 27,2  |  |  | 27,9  |

| #   | Индикатор                                                                                        | Вредност |
| --- | ------------------------------------------------------------------------------------------------ | -------- |
| 1   | Становништво од 0 до 2 године                                                                    | 2705     |
| 2   | Мушко становништво од 0 до 2 године                                                              | 1422     |
| 3   | Женско становништво од 0 до 2 године                                                             | 1283     |
| 4   | Становништво са 3 и више година                                                                  | 41077    |
| 5   | Мушко становништво са 3 и више година                                                            | 19983    |
| 6   | Женско становништво са 3 и више година                                                           | 21094    |
| 7   | Становништво са 5 и више година                                                                  | 39084    |
| 8   | Мушко становништво са 5 и више година                                                            | 18984    |
| 9   | Женско становништво са 5 и више година                                                           | 20100    |
| 10  | Становништво са 12 и више година                                                                 | 32159    |
| 11  | Мушко становништво са 12 и више година                                                           | 15539    |
| 12  | Женско становништво са 12 и више година                                                          | 16620    |
| 13  | Становништво са 15 и више година                                                                 | 29080    |
| 14  | Мушко становништво са 15 и више година                                                           | 13977    |
| 15  | Женско становништво са 15 и више година                                                          | 15103    |
| 16  | Становништво са 18 и више година                                                                 | 26045    |
| 17  | Мушко становништво са 18 и више година                                                           | 12429    |
| 18  | Женско становништво са 18 и више година                                                          | 13616    |
| 19  | Становништво од 3 до 5 година                                                                    | 2943     |
| 20  | Мушко становништво од 3 до 5 година                                                              | 1477     |
| 21  | Женско становништво од 3 до 5 година                                                             | 1466     |
| 22  | Становништво од 6 до 11 година                                                                   | 5975     |
| 23  | Мушко становништво од 6 до 11 година                                                             | 2967     |
| 24  | Женско становништво од 6 до 11 година                                                            | 3008     |
| 25  | Становништво од 8 до 14 година                                                                   | 7151     |
| 26  | Мушко становништво од 8 до 14 година                                                             | 3595     |
| 27  | Женско становништво од 8 до 14 година                                                            | 3556     |
| 28  | Становништво од 12 до 14 година                                                                  | 3079     |
| 29  | Мушко становништво од 12 до 14 година                                                            | 1562     |
| 30  | Женско становништво од 12 до 14 година                                                           | 1517     |
| 31  | Становништво од 15 до 17 година                                                                  | 3035     |
| 32  | Мушко становништво од 15 до 17 година                                                            | 1548     |
| 33  | Женско становништво од 15 до 17 година                                                           | 1487     |
| 34  | Становништво од 18 до 24 године                                                                  | 5568     |
| 35  | Мушко становништво од 18 до 24 године                                                            | 2627     |
| 36  | Женско становништво од 18 до 24 године                                                           | 2941     |
| 37  | Женско становништво од 15 до 49 година                                                           | 11452    |
| 38  | Становништво са 60 и више година                                                                 | 4120     |
| 39  | Мушко становништво са 60 и више година                                                           | 2060     |
| 40  | Женско становништво са 60 и више година                                                          | 2060     |
| 41  | Однос између мушкараца и жена                                                                    | 95.64    |
| 42  | Становништво од нуле до 14 година                                                                | 14702    |
| 43  | Становништво од 15 до 64 године                                                                  | 26168    |
| 44  | Становништво од 65 година и више                                                                 | 2912     |
| 45  | Просечан број деце                                                                               | 2.64     |
| 46  | Становништво рођено у ентитету                                                                   | 41993    |
| 47  | Мушко становништво рођено у ентитету                                                             | 20538    |
| 48  | Женско становништво рођено у ентитету                                                            | 21455    |
| 49  | Становништво рођено у другом ентитету                                                            | 755      |
| 50  | Мушко становништво рођено у другом ентитету                                                      | 348      |
| 51  | Женско становништво рођено у другом ентитету                                                     | 407      |
| 52  | Становништво од 5 година и више резидентно у ентитету у јуну 2005. године                        | 37957    |
| 53  | Мушко становништво старосног доба од 5 година и више, резидентно у ентитету у јуну 2005. године  | 18316    |
| 54  | Женско становништво старосног доба од 5 и више година, резидентно у ентитету у јуну 2005. године | 19641    |
| 55  | Становништво од 5 година и више које је живело у другом ентитету у јуну 2005. године             | 534      |
| 56  | Мушко становништво старије од 5 година које је живело у другом ентитету у јуну 2005. године      | 282      |
| 57  | Женско становништво старије од 5 година које је живело у другом ентитету у јуну 2005. године     | 252      |
| 58  | Становништво од 3 године и више које говори аутохтони језик                                      | 788      |
| 59  | Мушко становништво старо 3 године и више које говори аутохтони језик                             | 439      |
| 60  | Женско становништво старо 3 године и више које говори аутохтони језик                            | 349      |
| 61  | Становништво од 3 године и више које говори аутохтони језик и не говори шпански језик            | 0        |
| 62  | Мушко становништво старо 3 године и више које говори аутохтони језик и не говори шпански         | 0        |
| 63  | Женско становништво старо 3 године и више које говори аутохтони језик и не говори шпански језик  | 0        |
| 64  | Становништво старо 3 године и више које говори аутохтони језик и шпански                         | 761      |
| 65  | Мушко становништво старо 3 године и више које говори аутохтони језик и шпански                   | 428      |
| 66  | Женско становништво старо 3 године и више које говори аутохтони језик и шпански                  | 333      |
| 67  | Становништво од 5 година и више које говори аутохтони језик                                      | 784      |
| 68  | Становништво од 5 година и више које говори аутохтони језик и не говори шпански језик            | 0        |
| 69  | Становништво од 5 година и више које говори аутохтони језик и говори шпански језик               | 758      |
| 70  | Становништво у домородачким домаћинствима                                                        | 2045     |
| 71  | Становништво са ограничењима у активностима                                                      | 1295     |
| 72  | Становништво са ограниченим ходањем или кретањем, горе или доле                                  | 601      |
| 73  | Становници са ограничењима вида, чак и уз кориштење сочива                                       | 424      |
| 74  | Становништво са ограничењима говора, комуникације или конверзације                               | 176      |
| 75  | Становништво са ограниченим слухом                                                               | 168      |
| 76  | Становништво са ограничењима при одевању, купању или јелу                                        | 66       |
| 77  | Становништво са ограничењима у опажању или учењу једноставних ствари                             | 69       |
| 78  | Становништво са менталним ограничењима                                                           | 137      |
| 79  | Становништво без ограничења активности                                                           | 42411    |
| 80  | Становништво од 3 до 5 година које не похађа школу                                               | 1678     |
| 81  | Мушко становништво од 3 до 5 година које не похађа школу                                         | 849      |
| 82  | Женско становништво од 3 до 5 година које не похађа школу                                        | 829      |
| 83  | Становништво од 6 до 11 година које не похађа школу                                              | 344      |
| 84  | Мушко становништво од 6 до 11 година које не похађа школу                                        | 178      |
| 85  | Женско становништво од 6 до 11 година које не похађа школу                                       | 166      |
| 86  | Становништво од 12 до 14 година које не похађа школу                                             | 255      |
| 87  | Мушко становништво од 12 до 14 година које не похађа школу                                       | 126      |
| 88  | Женско становништво од 12 до 14 година које не похађа школу                                      | 129      |
| 89  | Становништво од 15 до 17 година похађа школу                                                     | 2170     |
| 90  | Мушко становништво од 15 до 17 година похађа школу                                               | 1104     |
| 91  | Женско становништво између 15 и 17 година живота у школи                                         | 1066     |
| 92  | Становништво од 18 до 24 године похађа школу                                                     | 1245     |
| 93  | Мушко становништво од 18 до 24 године похађа школу                                               | 634      |
| 94  | Женско становништво од 18 до 24 године похађа школу                                              | 611      |
| 95  | Становништво од 8 до 14 година које не може да чита и пише                                       | 393      |
| 96  | Мушко становништво старосног доба од 8 до 14 година које не може да чита и пише                  | 216      |
| 97  | Женско становништво старосног доби од 8 до 14 година које не може да чита и пише                 | 177      |
| 98  | Становништво од 15 година и више које је неписмено                                               | 4167     |
| 99  | Мушко становништво од 15 година и више које је неписмено                                         | 1526     |
| 100 | Женско становништво од 15 година и више које је неписмено                                        | 2641     |
| 101 | Становништво старо 15 и више година без школовања                                                | 4115     |
| 102 | Мушко становништво старо 15 и више година без школовања                                          | 1592     |
| 103 | Женско становништво старо 15 и више година без школовања                                         | 2523     |
| 104 | Становништво старосног доба 15 и више година са непотпуним основним образовањем                  | 5416     |
| 105 | Мушко становништво старосног доба од 15 година и више са непотпуном основним образовањем         | 2685     |
| 106 | Женско становништво старосног доба 15 и више година са непотпуном основним образовањем           | 2731     |
| 107 | Становништво старо 15 и више година са комплетним основним образовањем                           | 4557     |
| 108 | Мушко становништво старо 15 година и више са комплетним основним образовањем                     | 2219     |
| 109 | Женско становништво старо 15 и више година са комплетним основним образовањем                    | 2338     |
| 110 | Становништво старосног доба 15 и више година са непотпуним средњим образовањем                   | 1382     |
| 111 | Мушко становништво старосног доба од 15 година и више са непотпуним средњим образовањем          | 717      |
| 112 | Женско становништво старосног доба од 15 година и више са непотпуним средњим образовањем         | 665      |
| 113 | Становништво старо 15 и више година са пуним секундарном образовањем                             | 6229     |
| 114 | Мушко становништво старосног доба од 15 година и више са пуним секундарном образовањем           | 3060     |
| 115 | Женско становништво старосног доба од 15 година и више са пуним секундарном образовањем          | 3169     |
| 116 | Становништво старије од 18 година са постосновним образовањем                                    | 6344     |
| 117 | Мушко становништво старије од 18 година са постосновним образовањем                              | 3215     |
| 118 | Женско становништво старије од 18 година са постосновним образовањем                             | 3129     |
| 119 | Просечна оцена школовања                                                                         | 6.98     |
| 120 | Просечан ниво образовања мушке популације                                                        | 7.25     |
| 121 | Просечан ниво образовања женског становништва                                                    | 6.73     |
| 122 | Економски активно становништво                                                                   | 14232    |
| 123 | Економски активна мушка популација                                                               | 11203    |
| 124 | Економски активна женска популација                                                              | 3029     |
| 125 | Становништво које није економски активно                                                         | 17808    |
| 126 | Мушко становништво које није економски активно                                                   | 4265     |
| 127 | Женско становништво које није економски активно                                                  | 13543    |
| 128 | Запослено становништво                                                                           | 13634    |
| 129 | Запослено мушко становништво                                                                     | 10667    |
| 130 | Запослено женско становништво                                                                    | 2967     |
| 131 | Незапослена популација                                                                           | 598      |
| 132 | Незапослена мушка популација                                                                     | 536      |
| 133 | Незапослена женска популација                                                                    | 62       |
| 134 | Становништво без права на здравствене услуге                                                     | 22145    |
| 135 | Становништво које има право на здравствене услуге                                                | 21625    |
| 136 | Становништво које има право на ИМСС                                                              | 5191     |
| 137 | Становништво које има право на социјално осигурање                                               | 2204     |
| 138 | Становништво које има право на државно социјално осигурање                                       | 502      |
| 139 | Становништво које има право на опште осигурање или здравствено осигурање за нову генерацију      | 12907    |
| 140 | Становништво које је било једном или није било у браку током 12 година и више                    | 11702    |
| 141 | Венчано или уједињено становништво од 12 година и више                                           | 16776    |
| 142 | Становништво које је било у браку или уједињено 12 година и више                                 | 3629     |
| 143 | Становништво са католичком религијом                                                             | 17112    |
| 144 | Протестанти, еванђелисти и библијски следбеници различити од еванђелиста                         | 14735    |
| 145 | Становништво са другим религијама различитим од претходних                                       | 31       |
| 146 | Становништво без религије                                                                        | 11781    |
| 147 | Укупно пописаних домаћинства                                                                     | 9898     |
| 148 | Пописна домаћинства на челу са мушкарцима                                                        | 7461     |
| 149 | Пописна домаћинства на челу са женама                                                            | 2437     |
| 150 | Становништво у пописним домаћинствима                                                            | 43765    |
| 151 | Становништво у пописним домаћинствима на челу са мушкарцима                                      | 34323    |
| 152 | Становништво у пописним домаћинствима на челу са женама                                          | 9442     |
| 153 | Укупно домаћинстава                                                                              | 11941    |
| 154 | Укупно насељених домаћинстава                                                                    | 9904     |
| 155 | Укупно приватних кућа                                                                            | 11935    |
| 156 | Насељени приватни домови                                                                         | 9898     |
| 157 | Укупно насељених приватних кућа                                                                  | 9901     |
| 158 | Ненасељене приватне куће                                                                         | 1690     |
| 159 | Појединачна домаћинства за привремену употребу                                                   | 347      |
| 160 | Становници у насељеним приватним кућама                                                          | 43765    |
| 161 | Насељеност станара у приватним становима                                                         | 4.42     |
| 162 | Просечно становника по соби у приватним насељеним домаћинствима                                  | 1.44     |
| 163 | Појединачна домаћинства са подовима од различитих материјала од земље                            | 8800     |
| 164 | Појединачна домаћинства у приземљу                                                               | 1074     |
| 165 | Појединачна домаћинства са једном спаваћом собом                                                 | 4895     |
| 166 | Појединачна домаћинства са две спаваће собе и више                                               | 4987     |
| 167 | Појединачна домаћинства са једним собом                                                          | 1470     |
| 168 | Појединачна домаћинства са две собе                                                              | 2700     |
| 169 | Појединачна домаћинства са 3 собе и више                                                         | 5706     |
| 170 | Појединачна домаћинства која имају електрично светло                                             | 9651     |
| 171 | Појединачна домаћинства која немају електрично светло                                            | 221      |
| 172 | Појединачна домаћинства која имају водоводну воду у стамбеном простору                           | 8897     |
| 173 | Појединачна домаћинства која немају водоводну воду у стамбеном простору                          | 970      |
| 174 | Појединачна домаћинства која имају тоалет                                                        | 9588     |
| 175 | Појединачна домаћинства која имају канализацију                                                  | 9264     |
| 176 | Појединачна домаћинства која немају канализацију                                                 | 607      |
| 177 | Појединачна домаћинства која имају електрично светло, довод воде из јавне мреже и канализацију   | 8526     |
| 178 | Појединачна домаћинства без икаквих услова                                                       | 626      |
| 179 | Појединачна домаћинства која имају радио                                                         | 7448     |
| 180 | Појединачна домаћинства која имају телевизор                                                     | 8313     |
| 181 | Појединачна домаћинства која имају фрижидер                                                      | 6117     |
| 182 | Појединачна домаћинства која имају машину за веш                                                 | 2621     |
| 183 | Појединачна домаћинства која имају аутомобил или комби                                           | 1593     |
| 184 | Појединачна домаћинства која имају рачунар                                                       | 1020     |
| 185 | Појединачна домаћинства која имају фиксну телефонску линију                                      | 1868     |
| 186 | Појединачна домаћинства која имају мобилни телефон                                               | 5199     |
| 187 | Појединачна домаћинства која имају приступ интернету                                             | 357      |